# Clay (Kentucky)
Clay es una ciudad ubicada en el condado de Webster en el estado estadounidense de Kentucky. En el Censo de 2010 tenía una población de 1181 habitantes y una densidad poblacional de 523,52 personas por km².

## Geografía
Clay se encuentra ubicada en las coordenadas 37°28′33″N 87°49′13″O / 37.47583, -87.82028. Según la Oficina del Censo de los Estados Unidos, Clay tiene una superficie total de 2.26 km², de la cual 2.23 km² corresponden a tierra firme y (1.03%) 0.02 km² es agua.

## Demografía
Según el censo de 2010, había 1181 personas residiendo en Clay. La densidad de población era de 523,52 hab./km². De los 1181 habitantes, Clay estaba compuesto por el 98.05% blancos, el 0.34% eran afroamericanos, el 0.08% eran amerindios, el 0% eran asiáticos, el 0.08% eran isleños del Pacífico, el 0.17% eran de otras razas y el 1.27% pertenecían a dos o más razas. Del total de la población el 0.59% eran hispanos o latinos de cualquier raza.